# デイビス (カリフォルニア州)
デイビス（英: Davis）は、アメリカ合衆国カリフォルニア州のヨロ郡にある都市。人口は6万6850人（2020年）。サクラメント大都市圏に属している。
デイビスは政治的にリベラルであること、多くの自転車を保有し自転車道が多いこと、カリフォルニア大学デイビス校キャンパスがあることで知られている。CNNの雑誌「マネー」では、2006年に教育程度の高い都市第2位（学位を持つ住民の比率で判断）に挙げられた（第1位はバージニア州アーリントン市）。

## 歴史
デイビスは1868年に建設されたサザン・パシフィック鉄道操車場周辺に成長した。当時は土地の著名な農園主であるジェローム・C・デイビスに因み「デイビスビル」と呼ばれていた。しかし、デイビスビルの郵便局が1907年に町の名前を縮めて単に「デイビス」とし、その名前が定着した。1917年3月28日にはデイビス市として法人化された。
デイビスはその始まりから農業社会であり、獣医学や畜産と共に農業政策に貢献してきたことで知られていた。1905年にカリフォルニア州議会で大学農園法が成立し、ジョージ・パーディ知事が、将来のカリフォルニア大学農園の場所として、50か所の候補地からデイビスを選定し、1908年には公式に学生を受け入れた。この農園は1922年に農業カレッジ北分校と改名され、1959年にはカリフォルニア大学7番目の総合キャンパス、カリフォルニア大学デイビス校に昇格した。

## 地理
デイビスは、州都サクラメントの西20キロメートル、サンフランシスコの北東110キロメートルにあり、州間高速道路80号線とカリフォルニア州道113号線が交差している。隣接する町として、ウッドランド、ディクソン、ウィンターズがある。
デイビスは、北カリフォルニアのセントラル・バレーでは北部のサクラメント・バレーにある。標高は約16メートルである。
アメリカ合衆国国勢調査局に拠れば、市域全面積は10.5平方マイル (0.10 km2)、このうち陸地は10.4平方マイル (27 km2)、水域は0.04平方マイル (0.19 km2)で水域率は2.91％である
地勢は平坦であり、通勤通学に自転車を利用する市民が多い。

### 地区
デイビス市内は2つの自動車専用道路（州間高速道路80号線とカリフォルニア州道113号線）、南北方向の鉄道（カリフォルニア・ノーザン鉄道）と東西方向の鉄道本線（ユニオン・パシフィック鉄道）および数本の大通りで分割される。非公式には下記6つの大きな地区があり、それぞれが小さな地区でできている。

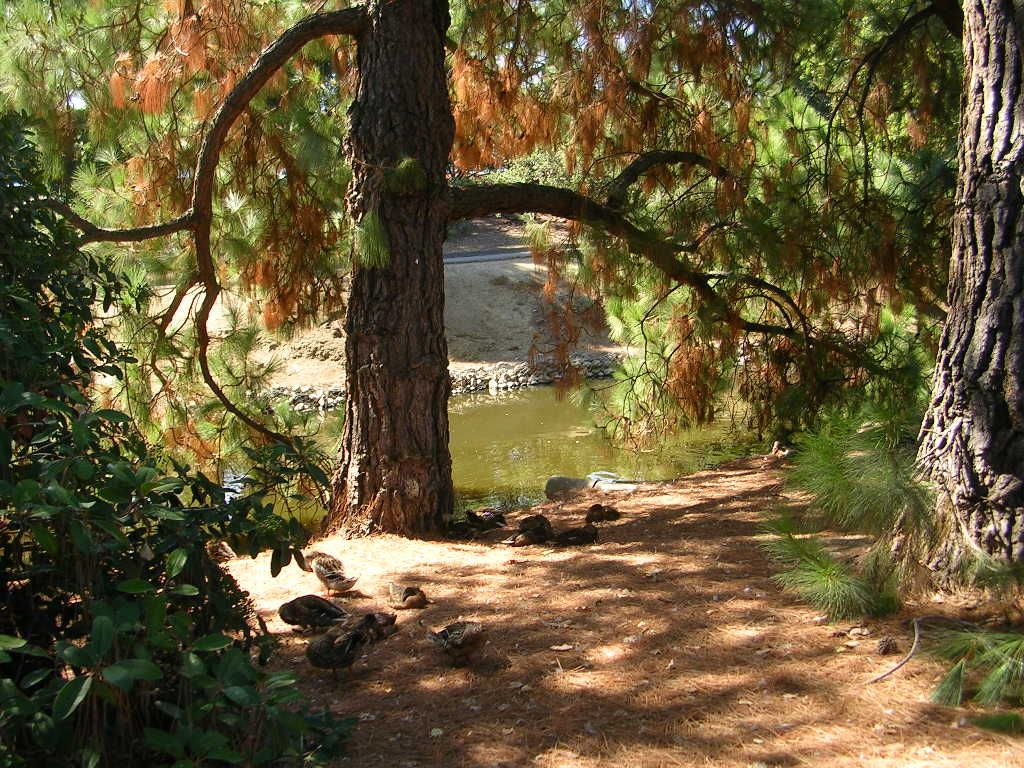
カリフォルニア大学デイビス校の植物園

- 中央デイビス、5番通りとラッセル・ブールバードの北、コベル・ブールバードの南、州道113号線の東、G通りに沿って走る鉄道の西
- デイビス中心街、州間高速道路80号線沿いの番号付きあるいは文字付き道路格子のほぼ北、5番通りの南、A通りの東、鉄道の西
- 東デイビス、州間高速道路80号線の北、コベル・ブールバードの南、鉄道の東、メイス・ランチとアルハンブラエステイツ湖を含む
- 北デイビス、コベル・ブールバードの北
- 南デイビス、州間高速道路80号線の南、ウィロウバンクを含む。エル・マセロは市域外だが南デイビスの一部と考えられることがある。エル・マセロはデイビス合同統一教育学区に属し、子供達はデイビスの公立学校に通っている。
- 西デイビス、州間高速道路80号線の北、州道113号線の西。ウェストウッド、エバーグリーン、アスペン、ストーンゲイト（レイク・ブールバードの西、ストーンゲイト湖とストーンゲイト・カントリークラブが含まれる）が含まれる。太陽光発電で知られる環境に優しいビレッジホームズもある。

カリフォルニア大学デイビス校は、ラッセル・ブールバードの南にあり、A通りの西、1番通りの南にある。大学の敷地はデイビス市の法人化された区域に入って居らず、またヨロ郡とソラノ郡に跨っている。

### 環境
1984年11月14日、デイビス市政委員会は非核地帯を宣言した。

## 気候
デイビスの気候は近くのサクラメント市に似ており、セントラルバレーに典型的な地中海性気候である。夏は乾燥して暑く、冬は冷涼で雨が多い。ケッペンの気候区分では"Csa"にある。平均気温は、12月1月の46°F (8 ℃) から7月と8月の75°F (24 ℃) まで変化する。晩秋から冬に掛けてトゥーリーフォッグと呼ばれる低い霧に覆われる。この霧は深く、視界がゼロに近くなる。北カリフォルニアの他地域と同様、冬季に起こる事故の原因はトゥーリーフォッグが最大である。
過去最高温度は1925年7月17日に記録された116°F (47 ℃) だった。過去最低温度は1932年12月11日に記録された12°F (-11 ℃) だった。
| デイビス（1981年-2010年平均）の気候 | デイビス（1981年-2010年平均）の気候 | デイビス（1981年-2010年平均）の気候 | デイビス（1981年-2010年平均）の気候 | デイビス（1981年-2010年平均）の気候 | デイビス（1981年-2010年平均）の気候 | デイビス（1981年-2010年平均）の気候 | デイビス（1981年-2010年平均）の気候 | デイビス（1981年-2010年平均）の気候 | デイビス（1981年-2010年平均）の気候 | デイビス（1981年-2010年平均）の気候 | デイビス（1981年-2010年平均）の気候 | デイビス（1981年-2010年平均）の気候 | デイビス（1981年-2010年平均）の気候 |
| 月                                  | 1月                                 | 2月                                 | 3月                                 | 4月                                 | 5月                                 | 6月                                 | 7月                                 | 8月                                 | 9月                                 | 10月                                | 11月                                | 12月                                | 年                                  |
| ----------------------------------- | ----------------------------------- | ----------------------------------- | ----------------------------------- | ----------------------------------- | ----------------------------------- | ----------------------------------- | ----------------------------------- | ----------------------------------- | ----------------------------------- | ----------------------------------- | ----------------------------------- | ----------------------------------- | ----------------------------------- |
| 平均最高気温 °F （°C）              | 54 (12)                             | 60 (16)                             | 66 (19)                             | 73 (23)                             | 81 (27)                             | 89 (32)                             | 93 (34)                             | 93 (34)                             | 89 (32)                             | 79 (26)                             | 65 (18)                             | 54 (12)                             | 74.7 (23.8)                         |
| 平均最低気温 °F （°C）              | 38 (3)                              | 41 (5)                              | 44 (7)                              | 46 (8)                              | 52 (11)                             | 56 (13)                             | 57 (14)                             | 56 (13)                             | 54 (12)                             | 49 (9)                              | 43 (6)                              | 38 (3)                              | 47.8 (8.7)                          |
| 降水量 inch （mm）                  | 3.92 (99.6)                         | 3.87 (98.3)                         | 2.77 (70.4)                         | 1.17 (29.7)                         | .56 (14.2)                          | .20 (5.1)                           | 0 (0)                               | .05 (1.3)                           | .26 (6.6)                           | .90 (22.9)                          | 2.36 (59.9)                         | 3.54 (89.9)                         | 19.60 (497.8)                       |
| 出典：                              |                                     |                                     |                                     |                                     |                                     |                                     |                                     |                                     |                                     |                                     |                                     |                                     |                                     |

## 人口動態

### 2010年国勢調査
以下は2010年の国勢調査による人口統計データである。
| 基礎データ - 人口: 65,622人 - 世帯数: 24,873 世帯 - 家族数: 11,925 家族 - 人口密度: 2,554.4人/km2（6,615.8人/mi2） - 住居数: 13,493軒 - 住居密度: 1,007.0軒/km2（2,608.0軒/mi2） - 持家比率: 43.0% - 賃貸住宅比率: 57.0% - 持家住宅空室率: 0.9% - 賃貸住宅空室率: 3.5% - 持ち家入居比率: 42.0% - 賃貸住宅入居比率: 54.7% 人種別人口構成 - 白人: 64.9% - アフリカン・アメリカン: 2.3% - ネイティブ・アメリカン: 0.5% - アジア人: 21.9% - 太平洋諸島系: 0.2% - その他の人種: 4.8% - 混血: 5.4% - ヒスパニック・ラテン系: 12.5% | 年齢別人口構成 - 18歳未満: 16.4% - 18-24歳: 33.2% - 25-44歳: 22.6% - 45-64歳: 19.3% - 65歳以上: 8.5% - 年齢の中央値: 25歳 - 性比（女性100人あたり男性の人口） - 総人口: 90.5 - 18歳以上: 88.0 世帯と家族（対世帯数） - 18歳未満の子供がいる: 24.6% - 結婚・同居している夫婦: 37.6% - 未婚・離婚・死別女性が世帯主: 7.6% - 未婚・離婚・死別男性が世帯主: 2.8% - 未婚異性世帯: 5.2% - 未婚同性世帯: 0.8% - 単身世帯: 23.9% - 65歳以上の老人1人暮らし: 6.7% - 平均構成人数 - 世帯: 2.55人 - 家族: 2.97人 |

デイビス市はアジア系アメリカ人住民が14,355人と比較的多く、中国系、インド系、朝鮮系、ベトナム系、フィリピン系、日系の順に多い。
市内にヒスパニック系は8,172人居り、メキシコ系が5,618人と圧倒的に多く、プエルトリコ系やキューバ系などが続いている。
| デイビス市の人種別構成（2010年国勢調査） | デイビス市の人種別構成（2010年国勢調査） | デイビス市の人種別構成（2010年国勢調査） | デイビス市の人種別構成（2010年国勢調査） |
| ---------------------------------------- | ---------------------------------------- | ---------------------------------------- | ---------------------------------------- |
| 人種                                     | 計（人）                                 | 非ヒスパニック                           | ヒスパニック                             |
| 白人                                     | 42,571                                   | 38,641                                   | 3,930                                    |
| アフリカン・アメリカン                   | 1,528                                    | 1,415                                    | 113                                      |
| ネイティブ・アメリカン                   | 339                                      | 166                                      | 173                                      |
| アジア系アメリカ人                       | 14,355                                   | 14,213                                   | 142                                      |
| 太平洋諸島系                             | 136                                      | 120                                      | 16                                       |
| その他の人種                             | 3,121                                    | 181                                      | 2,940                                    |
| 混血                                     | 3,572                                    | 2,714                                    | 858                                      |

人口の96.8%、63.522人が家族の家に住んでおり、2.8%、1,823人は施設ではないグループホーム、0.4%、277人が施設に住んでいる。

### 2000年国勢調査
以下は2000年の国勢調査による人口統計データである。
| 基礎データ - 人口: 60,308 人 - 世帯数: 22,948 世帯 - 家族数: 11,290 家族 - 人口密度: 2,228.2人/km2（5,769.2 人/mi2） - 住居数: 23,617 軒 - 住居密度: 872.6軒/km2（2,259.3 軒/mi2） 人種別人口構成 - 白人: 70.07% - アフリカン・アメリカン: 2.35% - ネイティブ・アメリカン: 0.67% - アジア人: 17.5% - 太平洋諸島系: 0.24% - その他の人種: 4.26% - 混血: 4.87% - ヒスパニック・ラテン系: 9.61% | 年齢別人口構成 - 18歳未満: 18.6% - 18-24歳: 30.9% - 25-44歳: 27.1% - 45-64歳: 16.7% - 65歳以上: 6.6% - 年齢の中央値: 25歳 - 性比（女性100人あたり男性の人口） - 総人口: 91.2 - 18歳以上: 87.8 世帯と家族（対世帯数） - 18歳未満の子供がいる: 26.4% - 結婚・同居している夫婦: 38.3% - 未婚・離婚・死別女性が世帯主: 8.2% - 非家族世帯: 50.8% - 単身世帯: 25.0% - 65歳以上の老人1人暮らし: 5.2% - 平均構成人数 - 世帯: 2.50人 - 家族: 3.00人 | 収入と家計 - 収入の中央値 - 世帯: 42,454米ドル - 家族: 74,051米ドル - 性別 - 男性: 51,189米ドル - 女性: 36,082米ドル - 人口1人あたり収入: 22,937米ドル - 貧困線以下 - 対人口: 24.5% - 対家族数: 5.4% - 18歳未満: 6.8% - 65歳以上: 2.8% |

人口約66,000人のデイビス市が、学生数32,000人の大学キャンパスに隣接している。大学の敷地は市域に入っていないが、多くの学生が市域内に住んでいる。

## 経済
カリフォルニア・ノーザン鉄道が市内に本社を構えている

### 主要雇用主
デイビス市の2011年包括的財務報告書に拠れば、市内の主要雇用主は次の通りである。
| 順位 | 雇用主                                                 | 従業員数 |
| ---- | ------------------------------------------------------ | -------- |
| 1    | カリフォルニア大学デイビス校                           | 28,411   |
| 2    | デイビス合同統一教育学区                               | 972      |
| 3    | デイビス市                                             | 492      |
| 4    | サッター・デイビス病院                                 | 396      |
| 5    | セイフウェイ                                           | 200      |
| 6    | アメリカ合衆国農務省                                   | 200      |
| 7    | パシフィック・ガス・アンド・エレクトリック・カンパニー | 200      |
| 8    | ターゲット・コーポレーション                           | 191      |
| 9    | ナゲット・マーケッツ                                   | 166      |
| 10   | デイビス食品生協                                       | 133      |

## 交通

### 鉄道

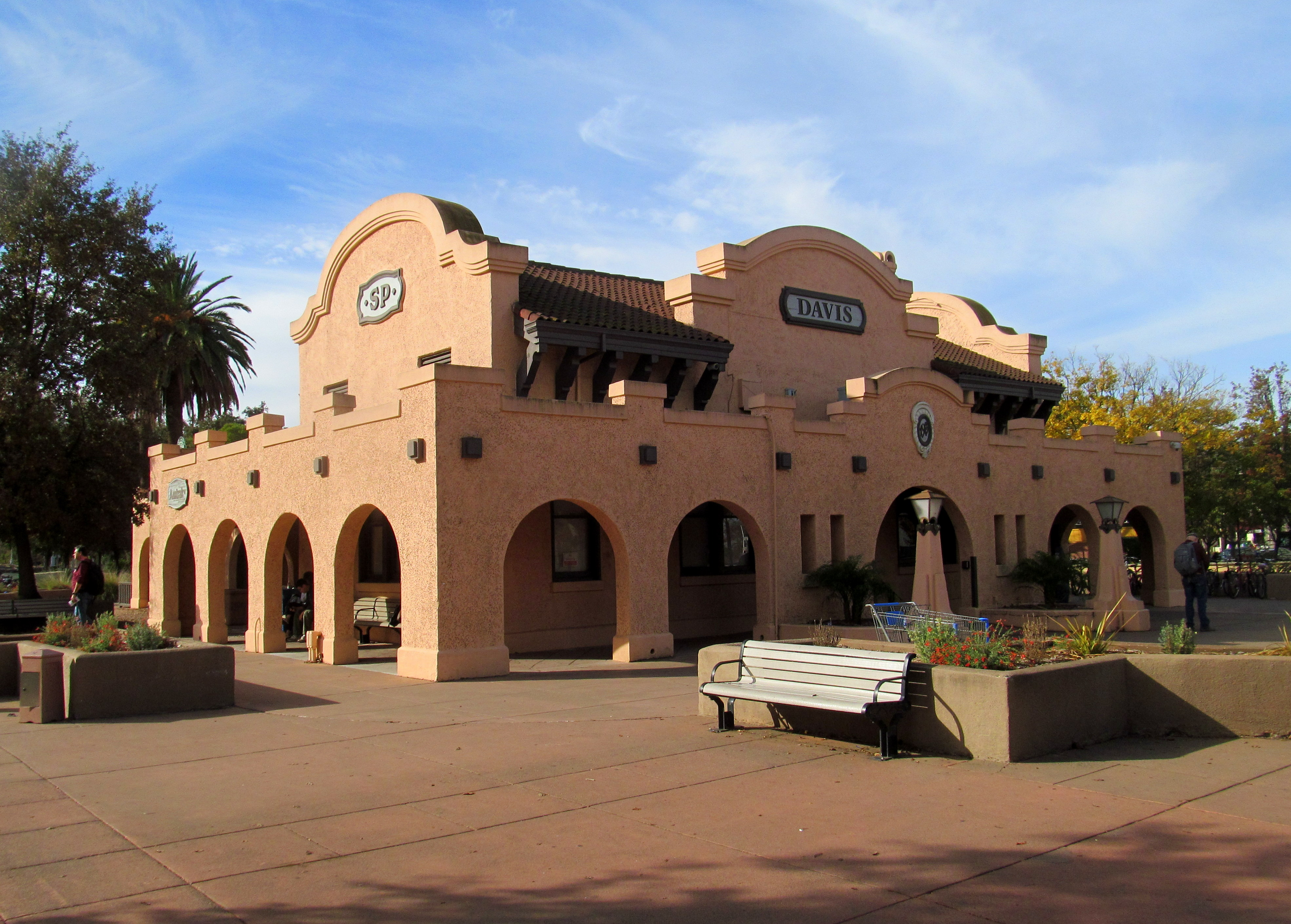
デイビス駅

アムトラックのデイビス駅にはカリフォルニア・ゼファー、コースト・スターライト、キャピトル・コリドーなどの列車が停車する。駅舎は1914年築のミッション・リバイバル様式の建築である。アメリカ合衆国国家歴史登録財に登録されている。市外から通学する大学生の利用が多い。

### 自転車

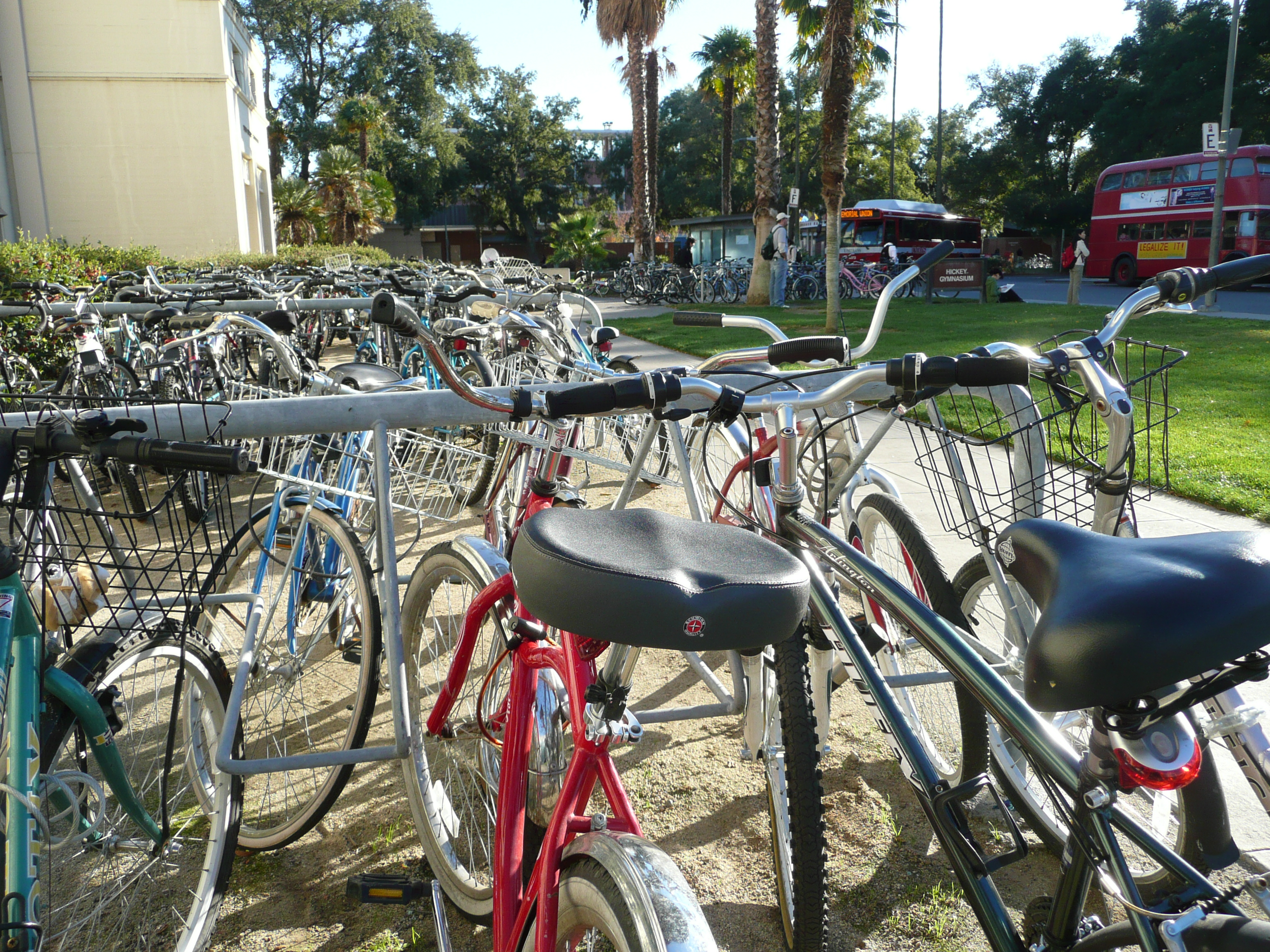
カリフォルニア大学デイビス校の自転車

デイビス市では昔から自転車が人気のある交通手段であり、特にカリフォルニア大学デイビス校の学生に利用されている。2010年にはアメリカ合衆国自転車の殿堂が新設された。
自転車に関するインフラ整備が1960年代に政治問題となり、1966年の選挙で市政委員会の多数が自転車賛成派となった時が頂点だった。1970年代初期までに、自転車関連施設の導入ではパイオニアになった。市域が拡大するに連れて、新しい施設が義務化された。その結果、現在の市民は、バイクレーン、自転車専用道、自転車の高さを分けた交差点の広範なネットワークを享受できている。平坦な地形と温暖な気候が自転車の利用に好都合でもある。
2005年、アメリカ自転車利用者同盟の自転車に優しい地域社会の計画が、デイビス市を国内最高レベルの都市に認定した。2006年3月、雑誌「バイシクリング・マガジン」が「アメリカの自転車に最善の町」特集で、デイビス市を自転車乗りにとって最良の小さな町に挙げた。デイビス市民の間では自転車の利用が減っている。国勢調査局に拠ると、1990年から2000年の間に自転車で通勤する者の比率が22%から15%に下がった。このことで市の自転車諮問委員会を再構成し、「デイビス・バイシクルズ!」のような推進団体を創設することになった。
1996年、2001年、2006年、2009年、デイビスの「キャル・アギー・サイクリング」チームが全国ロード・サイクリング競技会で優勝した。このチームはオフロードやトラックでも競技会に参加しており、その種の全国大会に参加してきた。2007年、822台という記録破りの自転車パレードを行った。

## 見どころと文化

### ホール・アース祭
毎年母の日のある週末に、ホール・アース祭の3つのステージと特別会場で様々な催しが開催される。運営用電力の大半は太陽光発電で賄われている。主にカリフォルニア大学デイビス校の学生が企画し、実験カレッジや大学の学生と協業している。

### デイビス・トランスメディア・アートウォーク
デイビス・トランスメディア・アートウォークは、無料で、自分で行き先を決める公開アートツアーであり、23の壁画、16の彫刻、15の画廊と博物館が対象となり、その全てがデイビス市中心街とカリフォルニア大学デイビス校のキャンパスにある。全作品について無料のマップが配布される。作品は全て歩いて行ける範囲にある。全作品を見て歩いても1時間から2時間で回ることができる。全作品に無線自動識別装置付きチップが埋め込まれており、携帯電話で作品に関するマルティメディア・ファイルにアクセスできる。コメントを残すこともできれば、他の訪問者が見られるように「自分のメッセージを焼き付ける」こともできる。アーティストが同行するツアーは週末に予約のみで可能である。

### ピクニックデイ
ピクニックデイは毎年カリフォルニア大学デイビス校で開催される行事であり、通常は4月第3土曜日である。国内でも最大級の学生が運営する行事である。まずはパレードで始まり、キャンパスを通り、中心街を巡り、最後はバンドの戦いとなる。最後のバンドが演奏を終えるのは午前2時になることもある。毎年150以上の無料行事があり、5万人以上の観衆が集まる。パビリオンではダックスフントのレース、別名ドキシー・ダービーがあり、デイビス・ロック・チャレンジ、化学マジックショー、牧羊犬品評会などもある。

### モンダビ・センター
モンダビ・センターはカリフォルニア大学デイビス校キャンパスにあり、デイビスでは最大級の季節を問わない見どころである。ヨーヨー・マやチェチーリア・バルトリなどのスターを含め世界的なアーティストの多くの公演があり、サクラメントから大観衆を集めている。

### カリフォルニア大学デイビス校樹木園
カリフォルニア大学デイビス校樹木園は樹木と植物の庭園である。世界中の植物がこの公園の各所で生育されている。オークなど固有種の集合があり、また小さなレッドウッドの林もある。元のプタ・クリーク北支流の河床に沿って、小さな水路が流れている。この水路周辺ではサギ、カワセミ、ウなどが見られ、またいつもマガモがいる。小学生のためにボランティア博物学者のツアーが行われることも多い。

### ザ・ドームズ
ザ・ドームズ（別名バギンス・エンド・イノバティブ・ハウジング）は、1972年にロン・スウェンソンがデザインした、キャンパスにある共同住宅の町である。オーチャード道路の西端にあるサステナブル研究地域で、ポリウレタンで覆われたガラス繊維のドーム14基でできている。カリフォルニア大学デイビス校の学生26人が住んでいる。国内でも唯一の学生共同住宅町であり、近年成長している「ちっぽけな家運動」の初期の例である。

### ファーマーズ・マーケット
デイビス・ファーマーズマーケットは毎週水曜日の夜と土曜日の朝に開催されている。参加者は幅広い種類の果物や野菜、調理済みの食品、酪製品、食肉（認定された有機農家から出品されることが多い）、工芸品、植物、花を販売する。4月から10月までは「ピクニック・イン・ザ・パーク」を開催し、音楽の演奏や屋台による料理販売がある。
アメリカン・ファームランド・トラストが主催する「アメリカの好まれるファーマーズ・マーケット」において、大型部門で2009年には第1位、2010年には第2位になった。

### メディア
市内では1897年に創刊された日刊紙「デイビス・エンタープライズ」が発行されている。カリフォルニア大学デイビス校では「ザ・カリフォルニア・アギー」という日刊紙を発行し、キャンパス、地元、全国のニュースを扱っている。町のメディアセンターであるデイビス・メディア・アクセスはテレビ局DCTVの親組織である。近くのサクラメントからは多くの商業放送が流されている。FMラジオ局が2つある。1つはカリフォルニア大学デイビス校キャンパスから放送している。もう1つはデイビス・メディア・アクセスに属し、国内のFMラジオ局として初期の低出力局である。世界最大の地方"wiki"である"DavisWiki"も維持されている。

### トード・トンネル
デイビスのトード・トンネルは1995年に造られた野生生物の交差路であり、テレビの「ザ・デイリー・ショー」が取り上げるなど、長い間に多くの関心を集めてきた。陸橋を建設したために、動物愛好者が南デイビスから北デイビスに通勤する車でヒキガエルが殺されることを心配した。ヒキガエルは片方の土手から反対側の貯水池まで跳びはねていくからだった。多くの議論が行われた後、州間高速道路80号線を跨ぐポールライン道路の下にヒキガエルのトンネルを造ることが決まった。その建設には14,000米ドルが掛けられた。トンネルの幅は21インチ (53 cm)、高さは 18 インチ (46 cm) ある。
このトンネルはそれなりの問題も作った。ヒキガエルはトンネルを利用しようとはしなかったので、灯りを灯して利用させようとした。しかし、ヒキガエルがトンネル内のランプの熱で死んだ。ヒキガエルがトンネルを通ったとしても、利口になった鳥がヒキガエルが出てくる出口で待ちかまえており、これと戦う必要が生じた。トード・トンネルの出口は郵便局長がヒキガエルの町に似せて装飾した。

## 教育

### カリフォルニア大学
カリフォルニア大学デイビス校、略してUCデイビスはカリフォルニア大学の分校であり、2009年秋の学生数は32,153人だった。町の社会や文化生活に大きな影響力を持っている。

### D-Q 大学

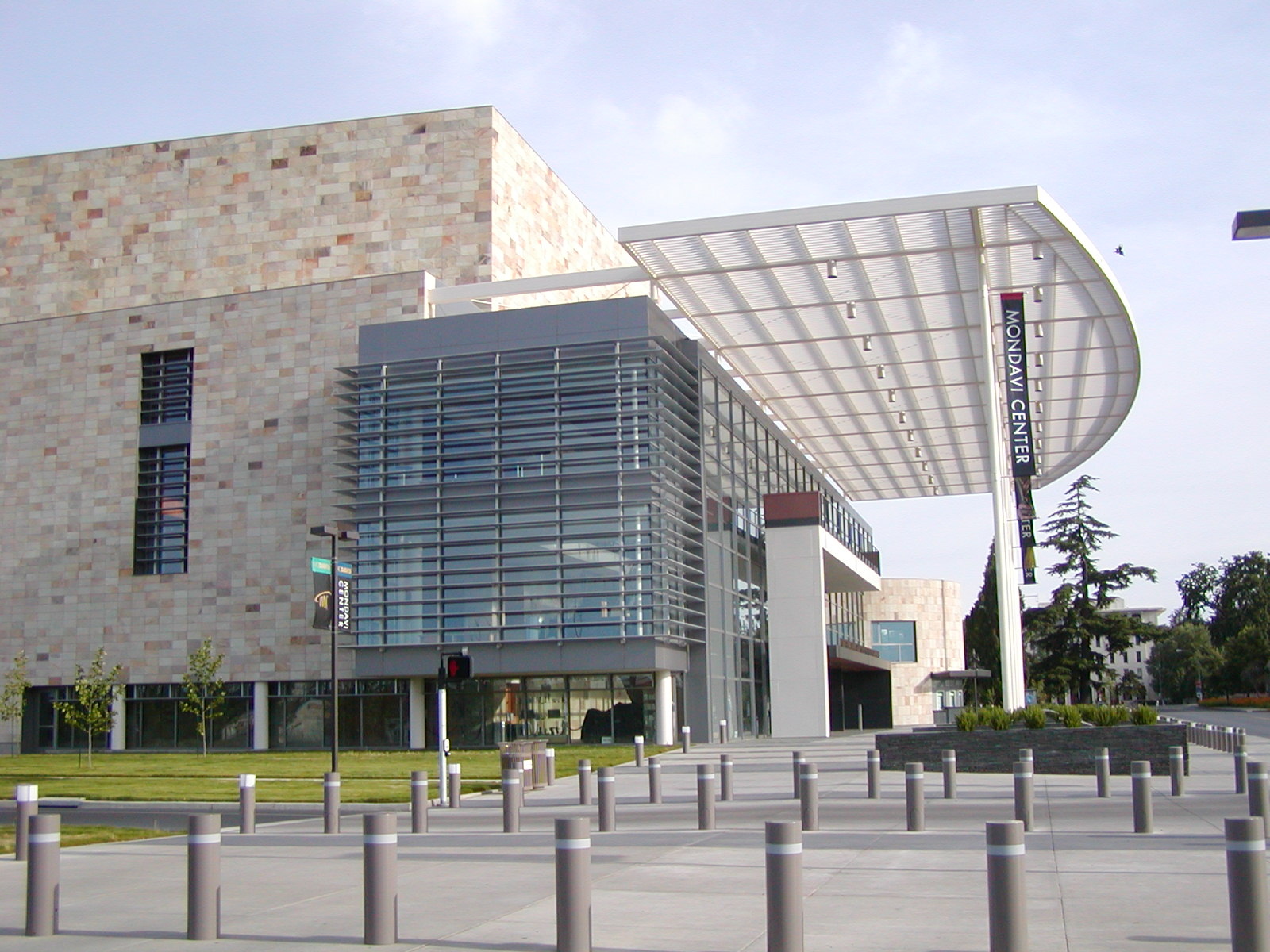
モンダビ・センター

D-Q 大学は「デガナウィダ・クェッツアルコート大学」とも呼ばれ、UCデイビスよりはかなり小さい2年制大学である。ヨロ郡の31号道路沿い、カリフォルニア州道113号線の西6.7 マイル (11 km) にある。デイビス市のすぐ西、ヨロ郡空港の近くである。その約4マイル (6 km) 西、州間高速道路505号線から31号道路に出るところに、"DQU" という暗号めいた標識がある。標高は約100フィート (30 m) にある。
この大学は2005年に閉鎖された。そのカリキュラムには伝統的なインディアンの儀式が含まれていたと言われている。アメリカ合衆国国立公園局の出版物「ファイブ・ビューズ」によれば、その敷地643エーカー (2.60 km2) と5つの建物は、元軍用の保留施設だった。インディアンの数人に拠れば、この大学のフルスペルの名前は攻撃的なものになる可能性がある。文化的な敬意を抱く者はこの施設をD-Q 大学と呼ぶことになる。特定の事情にあるインディアンはフルネームを使ってもよい。

### その他のカレッジ
サクラメント市カレッジ分校がデイビス市にある。

### 公立学校
市内の公立学校はデイビス合同統一教育学区が管理している。
市内には小学校9校がある。独立教育を行う学校1校、中学校3校、高校1校、オールターナティブ高校1校および小さな工業学校がある。セザール・シャベス小学校はスペイン語学校であり、3年生までは英語の授業が無い。

### 私立学校
- ペレグリン学校（就学前から小学校）
- メリーヒル学校（幼稚園から8年生）
- セントジェイムズ学校（幼稚園から8年生）
- グレイスバレー・クリスチャン・アカデミー（幼稚園から9年生）
- デイビス・ウォルドーフ学校（幼稚園前から8年生）

## 著名な出身者
- ピーター・S・ビーグル、SF作家、『最後のユニコーン』
- DJシャドウ、本名ジョッシュ・デイヴィス、ミュージシャン、トリップ・ホップ、アブストラクト・ヒップホップと呼ばれる新しいジャンルを作り上げた
- カレン・ジョイ・ファウラー、SF作家、『ジェイン・オースティンの読書会』
- キャロル・W・グライダー、分子生物学者、2009年のノーベル生理学・医学賞受賞、ジョンズ・ホプキンス大学勤務、デイビスで育った
- キム・スタンリー・ロビンソン、SF作家、火星三部作が著名
- ポール・シェアリング、脚本家、『プリズン・ブレイク』、『A Man Apart』
- マーティン・ヤン、中国系の料理人、『ヤンさんの自慢料理』

## 姉妹都市
デイビス市は下記の都市と姉妹都市を結んでいる。
- フィリピン、ラグナ州、ロス・バニョス
- フィリピン、ムニョス
- 中華人民共和国、曲阜市
- エルサルバドル、ラティリオグランデ
- 大韓民国、尚州市
- ウクライナ、ウーマニ
- 中華人民共和国、無錫市
- 日本、愛知県、犬山市